# Harold L. Nieburg
Harold Leonard Nieburg (Filadelfia, noviembre de 1927 - 27 de septiembre de 2001) fue un politólogo estadounidense, autor del libro sobre el complejo militar-industrial, En nombre de la ciencia .
Alumno de la Universidad de Chicago, obtuvo un doctorado en ciencias políticas en 1960. Sirvió en la Fuerza Aérea de los Estados Unidos durante la Guerra de Corea y como reportero para The Philadelphia Inquirer y para el Chicago Sun-Times. Fue profesor de Universidad Estatal de Illinois, el Instituto Tecnológico Case y la Universidad de Wisconsin-Milwaukee antes de aceptar un puesto en la Universidad de Binghamton en 1970. Se retiró en 1995 en Fort Myers (Florida) .
Era experto en conflictos políticos y en la Guerra Fría, y asesoró a John F. Kennedy, Robert F. Kennedy y Paul Simon .
Escribió numerosos libros, entre ellos Nuclear Secrecy and Foreign Policy (1964), Political Violence: The Behavioral Process (1969) y Culture Storm: Politics and the Ritual Order (1973). También escribió cientos de artículos académicos. 
Su obra más influyente es En nombre de la ciencia (1966). El libro se centra en los usos políticos de la ciencia, con énfasis en el gasto de defensa en ciencia. Apareció un resumen in el Bulletin of the Atomic Scientists 22 (Marzo 1966), titulado R and D in the Contract State: Throwing Away the Yardstick  por Bernard L. Spinrad.
Más tarde en su carrera se centró en el periodismo político y las encuestas políticas, y fue uno de los primeros defensores del uso de las computadoras en la ciencia política. Este último interés finalmente lo llevó a escribir para revistas de informática como Computer Shopper. También era fotógrafo aficionado.